# Brugsche Vaart
De Brugsche Vaart was een kanaal dat van 1501-1505 werd gegraven ten zuiden van Oostburg. Het diende ertoe om de scheepvaart naar Brugge te bevorderen. In oostelijke richting kon men doorvaren via IJzendijke naar de Westerschelde, en in westwaartse richting via het Zwarte Gat naar Sluis en Brugge.
Alvorens het kanaal te openen wilde men het Zwarte Gat afdammen. Dit bleek technisch niet haalbaar, waarop keizer Karel V in 1515 verordonneerde om het kanaal te openen. Wél zou er eerst een dam bij Croxhoeke, ten zuiden van het huidige Nieuwvliet, moeten worden aangelegd.
De Brugsche Vaart heeft niet lang gefunctioneerd. De Tachtigjarige Oorlog bracht inundaties met zich mee, zoals geschiedde in 1583. De Brugsche Vaart werd in feite tot een zeearm. Vanaf 1604 maakte de Brugsche Vaart deel uit van de Linie van Oostburg. In 1614 echter werd de Mauritspolder aangelegd, waardoor de Brugsche Vaart aan de oostzijde werd afgesloten en doorvaart naar de Westerschelde onmogelijk werd. De -nu doodlopende- Brugsche Vaart begon toen dicht te slibben. In 1652 werd de Groote Dam aangelegd, onmiddellijk ten zuiden van Oostburg. Het afgedamde deel van de Brugsche Vaart (de Brugsche Dijklanden) werd toen ingepolderd, waarbij de Sint Philipspolder en de Nieuweveldpolder ontstonden. Het Groote Gat bleef over als een restant van de Brugsche Vaart.
Het deel van de Brugsche Vaart ten westen van de Groote Dam verzandde verder, en in 1684 werd ook dit deel afgedamd en ontstond de Brugsche Vaartpolder.